# Citi Field
Il Citi Field è uno stadio di baseball situato nel quartiere Queens di New York.
Ubicato nel Flushing Meadows Park, è lo stadio che ospita le partite casalinghe dei New York Mets a partire dal 13 aprile del 2009, quando venne giocata la prima partita della stagione regolare contro i San Diego Padres.

## Storia

### Progetto

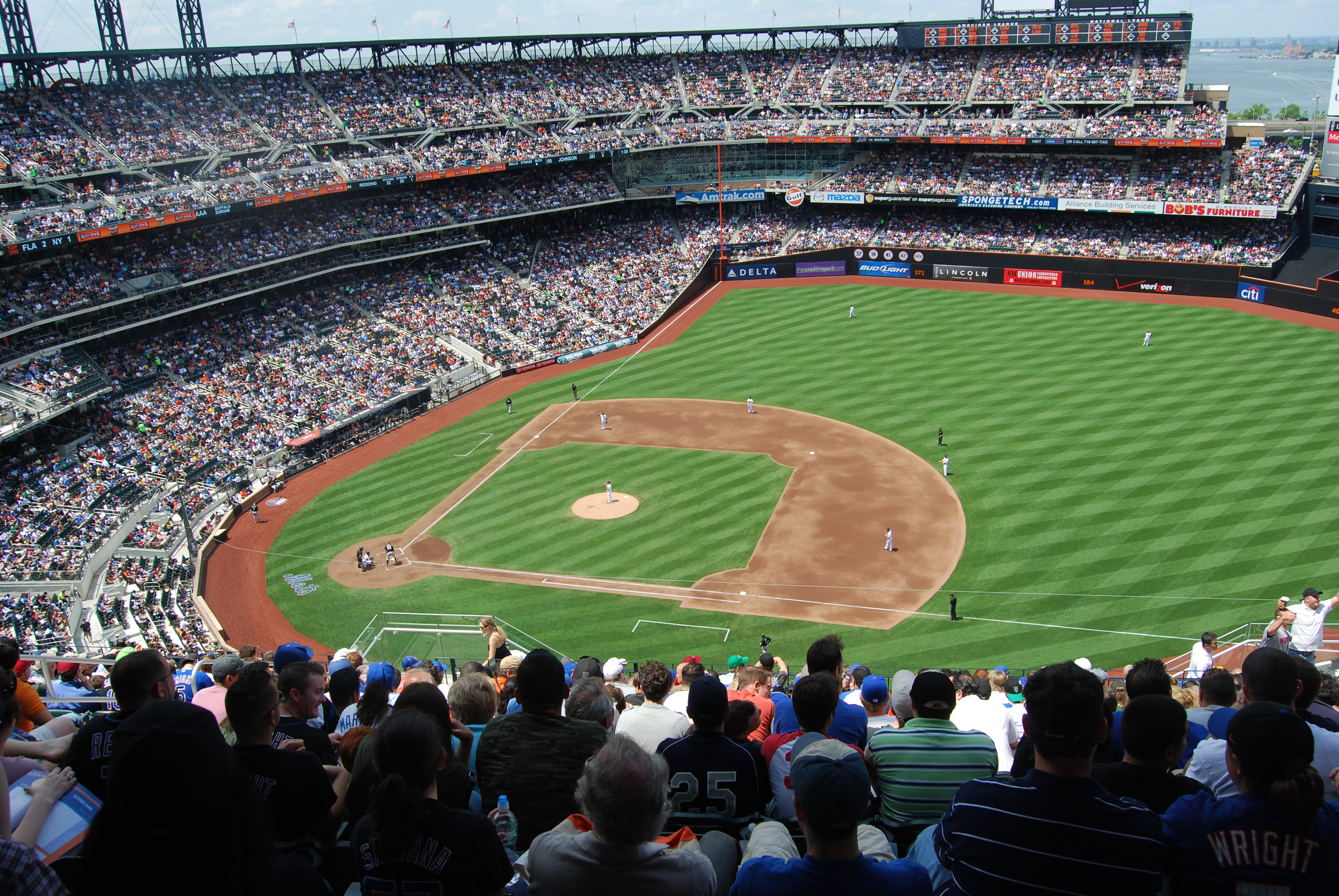
L'interno del Citi Field

Fin dal 1990 i Mets hanno cercato di sostituire lo Shea Stadium, troppo grande e non completamente adatto ad una partita di baseball.
Il team svelò un primo modello dello stadio nel 1998. Esso disponeva di un tetto retrattile e di un campo in erba.
Nel dicembre del 2001 il sindaco di New York Rudy Giuliani annunciò che entrambe le squadre di baseball della Grande Mela, i New York Mets ed i New York Yankees, erano in trattativa per la costruzione di nuovi stadi.
Dopo anni di stallo, i progetti di ciò che oggi è il Citi Field vennero creati come parte della candidatura delle Olimpiadi del 2012, Olimpiadi svoltesi poi a Londra. Se New York avesse vinto, si sarebbe costruito lo stadio olimpico al posto dell'odierno Citi Field, facendo giocare i Mets allo Yankee Stadium per la stagione del 2012. Successivamente si sarebbe modificato l'ipotetico stadio olimpico, facendolo diventare un impianto per il baseball dei Mets a tutti gli effetti.

### Costruzione

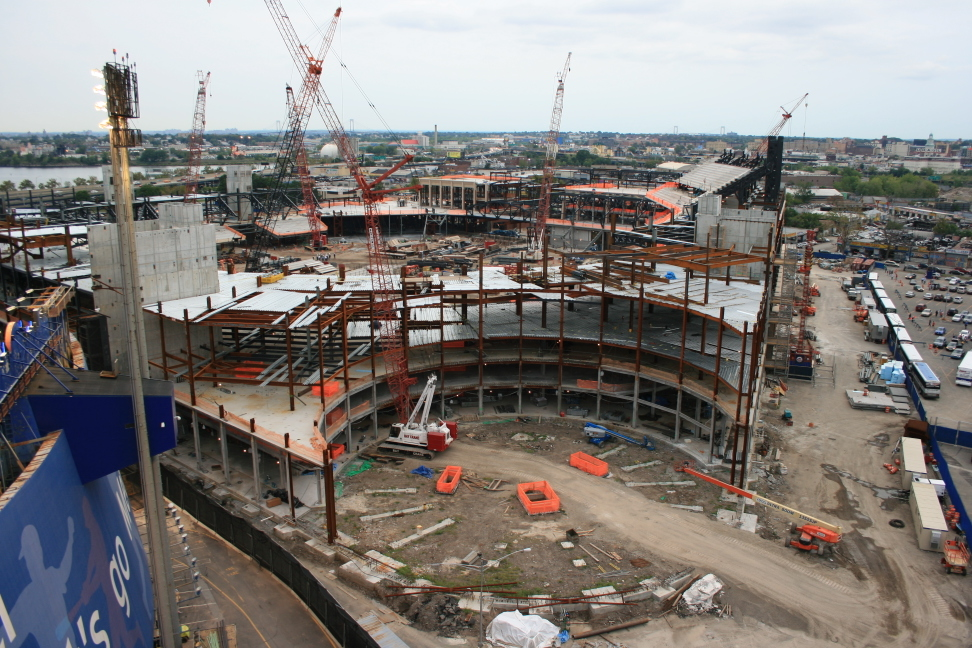
Il Citi Field in costruzione nel settembre del 2007.

Il progetto del nuovo stadio di baseball e delle altre infrastrutture annesse è di $610.000.000, di cui $420.000.000 versati dai Mets. Il contratto include una clausola che manterrà i New York Mets nella Grande Mela fino al 2049. La squadra, poi, possiede lo stadio attraverso una sussidiaria, La Queens Ballpark Company.
Il 18 marzo 2006, il team dei Mets svelò il modello ufficiale del nuovo stadio. Nel luglio dello stesso anno iniziarono i lavori di costruzione dell'impianto nel parcheggio dello Shea Stadium. La data di apertura era fissata per marzo del 2009.
A fine 2008 la maggior parte delle strutture era completata e, ad aprile dell'anno successivo, venne inaugurato il Citi Field.